# Adamów (gmina Opoczno)
Adamów – wieś w Polsce położona w województwie łódzkim, w powiecie opoczyńskim, w gminie Opoczno. Leży między Karwicami a Sielcem.
W latach 1975–1998 miejscowość należała administracyjnie do województwa piotrkowskiego.
Wierni kościoła rzymskokatolickiego należą do parafii św. Bartłomieja w Opocznie.